# Erlengrund (Bad Nenndorf)

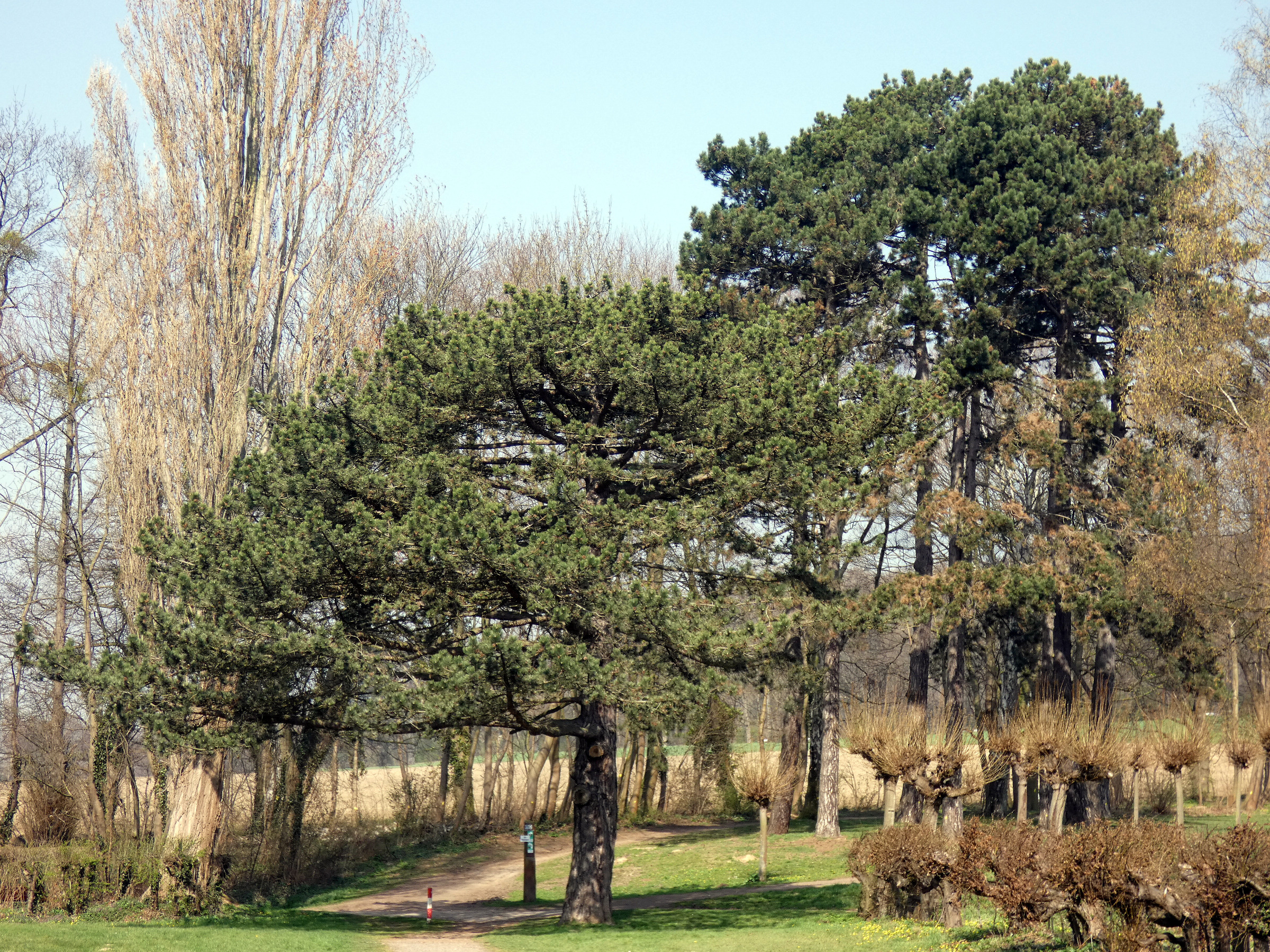
Weg zum Kurpark, Parkteil nördlich der B65

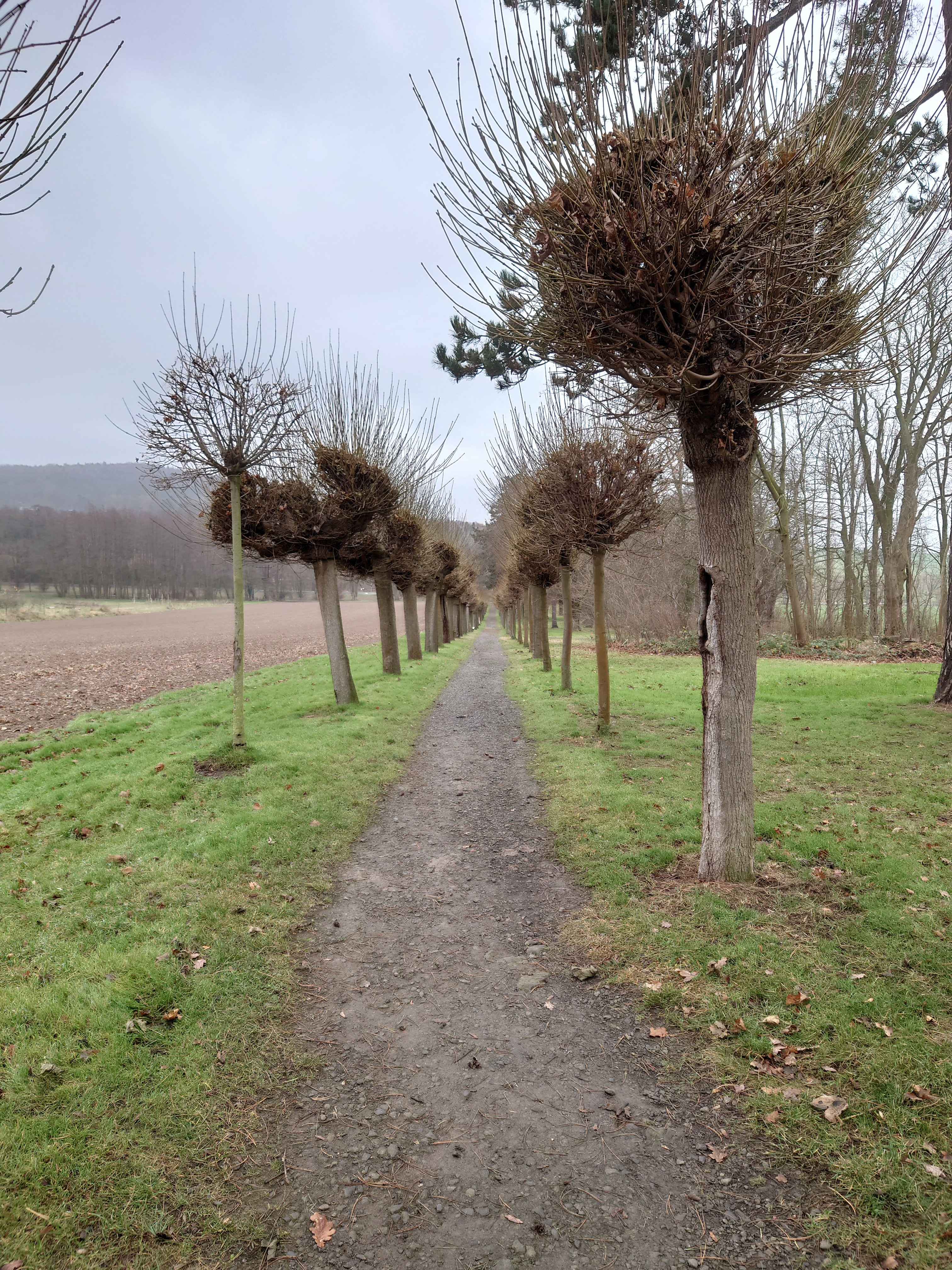
Bubikopfallee

Der Erlengrund ist ein Landschaftspark am Rand von Bad Nenndorf im Landkreis Schaumburg in Niedersachsen. Der Erlengrund wurde als grüne Verbindung zwischen dem Nenndorfer Kurpark und dem Deister angelegt. Der Erlengrund ist sowohl Teil des Kulturdenkmals Kurpark, als auch des Landschaftsschutzgebiets Süddeister und des Naturparks Weserbergland.

## Geschichte

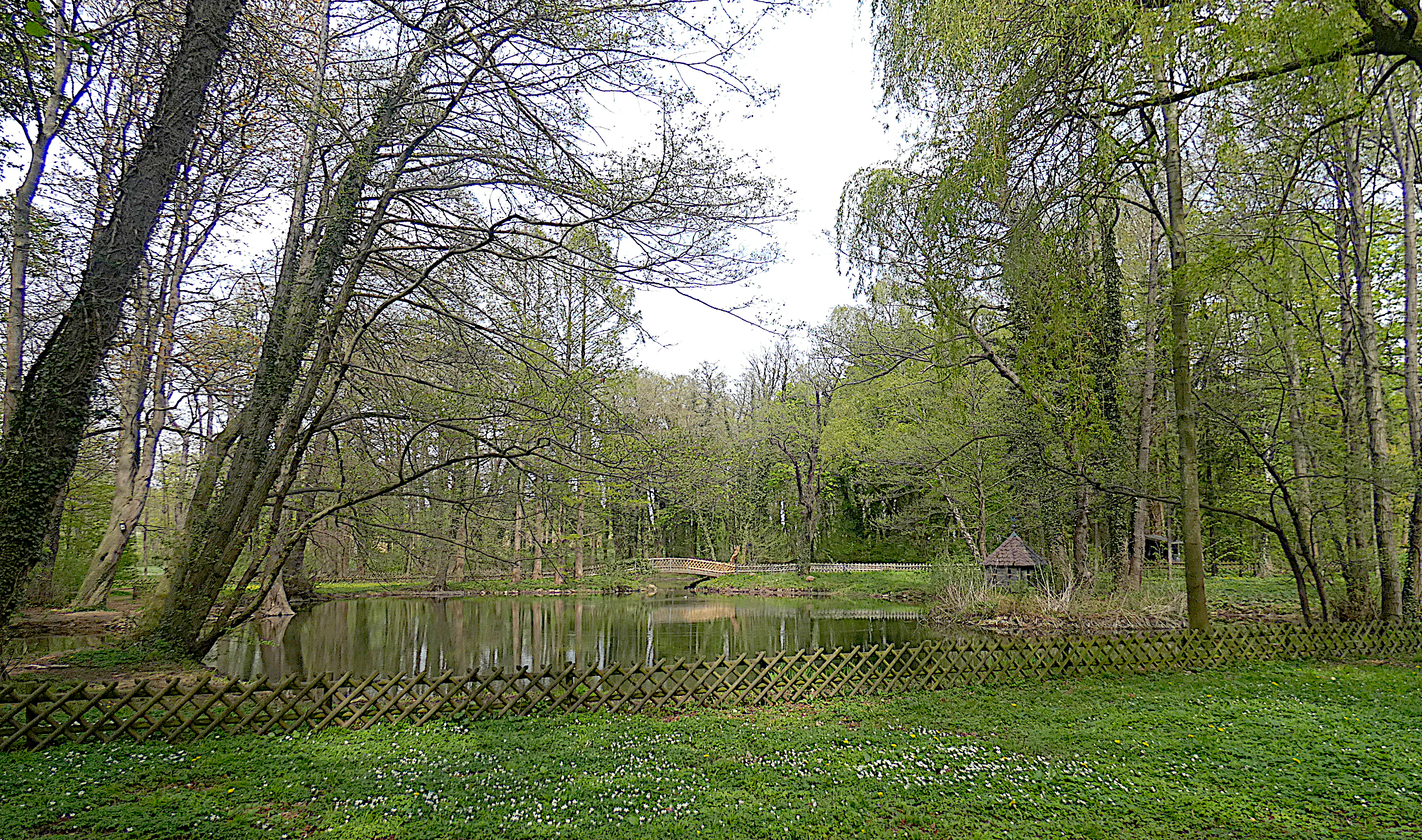
Erlengrundteiche

Die sogenannte Schafweide zwischen dem am Galenberg gelegenen Kurpark und dem gut einen Kilometer entfernten Deister war bereits im 19. Jahrhundert durch die Nenndorfer Kurverwaltung angekauft worden. In der Niederung legte man Schlamm-Reservoirs für Moorbäder an.
Initiiert durch den preußischen Minister Victor von Podbielski ließ der Brunnengärtner Carl Thon in den Jahren 1903 bis 1913 eine Allee als Verbindungsweg anlegen. Dabei wurden etwa 1800 Bäume gepflanzt.
Auf dem zuerst nur neun Meter breiten Streifen verlief durchgängig eine doppelreihige Kugel-Ahornallee, der Podbielskiweg oder im Volksmund die „Bubikopfallee“. Später kamen weitere Flächen dazu.
Die Erlengrundteiche entstanden aus zwei ehemaligen Schlammgewinnungstümpeln. Im gartenkünstlerisch „gemischten Stil“ wurden bei den Teichen und westlich der Allee geschwungene Wege angelegt. Es wurden vor allem Erlen und Birken gepflanzt.
Der Name Erlengrund wurde von der Baumart abgeleitet.
Am Waldrand des Deisters, an der Cäcilienhöhe, stand zunächst ein Pavillon, der 1909 durch das Ausflugslokal Cäcilienhöhe ersetzt wurde.
Der Ausbau der Erlengrundstraße zur heutigen Bundesstraße 65 im Jahr 1932 und der Bau der A2 im Jahr 1938 teilten den Erlengrund in drei Teilbereiche.
Als Nordteil führt eine Allee vom Kurpark auf dem Galenberg hinunter zur Bundesstraße.
Die Cäcilienhöhe und ihre nähere Umgebung bilden die kleine Teilfläche südlich der untertunnelten Autobahn.
Der Hauptteil des etwa 96.000 m² großen Erlengrunds liegt zwischen Bundesstraße und Autobahn.
Für das Jahr 2021 ist der Beginn einer Neugestaltung des Erlengrunds geplant.

## Beschreibung

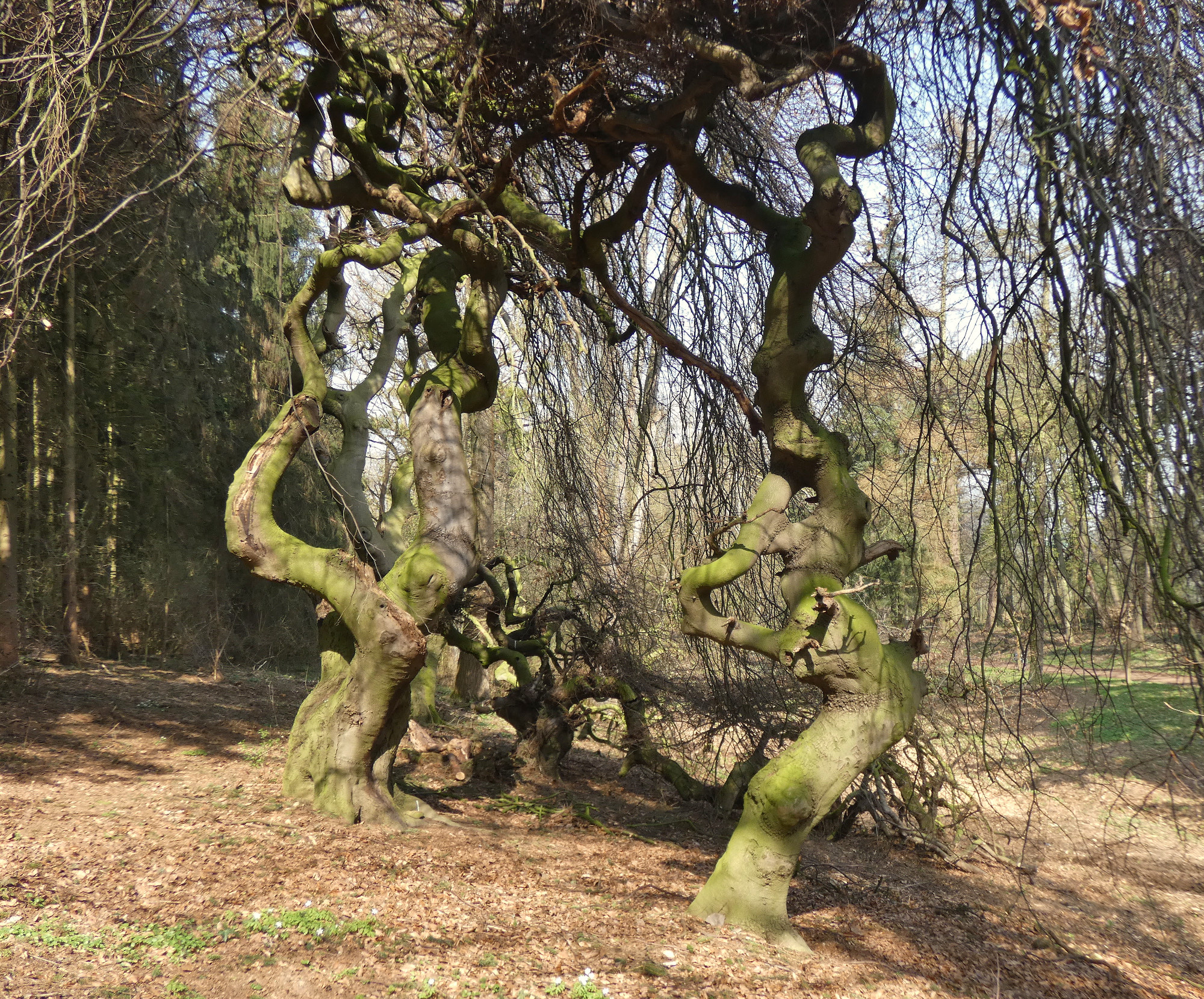
Süntelbuchen im Erlengrund

Bei der Bundesstraße, am unteren Eingang erinnert eine Gruppe von Findlingen aus Granit und Gneis an die Schaffung des Parks.
Im unteren Bereich des Erlengrunds schuf man zwischen 1911 und 1925 eine Parkanlage mit Teichen.
Die Teiche werden mit dem früher in Bad Nenndorf als Trinkwasser genutzten Wasser aus dem Überlauf der Densinghäuser Quelle gespeist.
Neben der Allee des Erlengrunds zur Cäcilienhöhe stehen mehrere Süntelbuchen.
Kurz unterhalb des Deisterrandes verläuft seit den 1930er Jahren die Autobahn auf einem Straßendamm. Sie markiert damit einen oberen Abschluss des Landschaftsparks.

### Fauna
Unter den bei Untersuchungen 2020 beobachteten Vögeln sind die drei Rote-Liste-Arten Star, Waldlaubsänger und Stieglitz.
Es wurden keine Amphibienvorkommen beobachtet. Etwa 10 Fledermausarten nutzen den Erlengrund als Transitkorridor und die Umgebung der Teiche zur Nahrungssuche.

### Erlengrundquelle
Die westlich der Teiche gelegene Erlengrundquelle ist eine der neun im Kurbetrieb des Staatsbades Nenndorf genutzten Quellen.
Sie liefert 10,6° warmes Calcium-Magnesium-Sulfat-Hydrogencarbonat-Wasser.
Das Quellwasser wird im denkmalgeschützten Quellenhäuschen in Westen der Erlengrundteiche gefasst, in die Kuranlagen geleitet und dort für Wannenbäder genutzt.